# Kindereisenbahn Poti
| Streckenlänge: | 3 km                |                                                     |                                                     |
| Spurweite: | 750 mm (Schmalspur) |                                                     |                                                     |
| |                     |                                                     |                                                     |
| \| \| 0 \| Pljasch Maltakwa (Пляж Малтаква, „Maltakwa-Strand“) \| Pljasch Maltakwa (Пляж Малтаква, „Maltakwa-Strand“) \| \| \| \| Pionerskaja (Пионерская, „Pionier“) \| \| \| \| 3 \| Solotoje Osero (Золотое озеро, „goldener See“) \| Solotoje Osero (Золотое озеро, „goldener See“) \| |                     |                                                     |                                                     |
| Kopfbahnhof Streckenanfang (Strecke außer Betrieb) | 0                   | Pljasch Maltakwa (Пляж Малтаква, „Maltakwa-Strand“) | Pljasch Maltakwa (Пляж Малтаква, „Maltakwa-Strand“) |
| Haltepunkt / Haltestelle (Strecke außer Betrieb) |                     | Pionerskaja (Пионерская, „Pionier“)                 | Pionerskaja (Пионерская, „Pionier“)                 |
| Kopfbahnhof Streckenende (Strecke außer Betrieb) | 3                   | Solotoje Osero (Золотое озеро, „goldener See“)      | Solotoje Osero (Золотое озеро, „goldener See“)      |

Die Kindereisenbahn Poti war eine etwa drei Kilometer lange schmalspurige Kindereisenbahn in der georgischen Stadt Poti. Die Bahn mit einer Spurweite von 750 mm war wohl von Mitte der 1980er Jahre bis 1991 in Betrieb.

## Geschichte
Die Kindereisenbahn lag im Maltakwa-Park in der Nähe des Stadtkrankenhauses. Sie wurde sehr viel später als andere Pioniereisenbahnen entweder im November 1985, im Mai 1986 oder im Mai 1987 eröffnet. Da sie nicht in die offizielle Statistik der staatlichen Eisenbahnen aufgenommen wurde, blieb sie außerhalb Potis praktisch unbekannt. Sie wurde aber wie andere Pioniereisenbahnen von Schülern unter Aufsicht von Erwachsenen betrieben.

## Schienenfahrzeuge
- Diesellokomotive TU6
- Möglicherweise auch eine Diesellokomotive TU7
- 6–7 Pafawag-PV40-Personenwagen[2]